# Africallagma rubristigma
Africallagma rubristigma – gatunek ważki z rodziny łątkowatych (Coenagrionidae).